# Biały miś
Biały miś – kojarzona z popularną w Polsce w latach 90. muzyką disco polo piosenka, będąca jednym z największych hitów muzycznych początku lat 90. XX wieku.
Piosenka napisana prawdopodobnie przez Jana „Poldka” Tarkę w Gdańsku w 1959 roku dla ówczesnej sympatii, wykonywana później przez samego Tarkę w zespołach Badyle i Białe Kruki. Autorem słów do drugiej zwrotki piosenki jest Wiesław Chrzanowski, członek zespołu Badyle. Utwór nigdy nie został zarejestrowany w ZAiKS-ie, do rejestracji potrzebny jest prawomocny wyrok sądu. Pocztówkę dźwiękową i taśmę z nagraniem utworu z roku 1964 posiada Janusz Kreft, dawniej Idzik, który grał z Tarką w zespole Badyle.
W latach 2006–2013 ukazało się kilka dziennikarskich materiałów opisujących, że piosenka została napisana przez podchorążego Mirosława Górskiego podczas pełnienia zasadniczej służby wojskowej w jednostce w Olsztynie 26 lutego 1970, a następnie wykonywana na weselach i festynach przez zespół kompozytora – Dowcipnisie. Inspiracją do napisania piosenki miała być, według słów Górskiego, wielka miłość i tęsknota do jego żony – Marii. Autorzy wspomnianych materiałów nie rozmawiali jednak ani z Tarką, ani z Kreftem, których historia została opisana w reportażu na łamach reporterskiego dodatku do Gazety Wyborczej, magazynu „Duży Format”. Liczni świadkowie potwierdzają, że słyszeli "Białego misia" przed rokiem 1970, co wyklucza autorstwo Górskiego.
W czasie wielkiej popularności disco polo „Biały miś” znajdował się na albumach wielu wykonawców (m.in. Top One na wydanym w 1990 roku albumie "Poland Disco no. 2" i Duo Stars na wydanym w 1996 roku albumie „Biały miś”) jako utwór napisany przez osobę nieznaną, zostaje zarejestrowana w ZAiKS-ie jako utwór ludowy. Temat zdobył też ogromną popularność w wykonaniu muzyka yassowego Tymona Tymańskiego z zespołem Transistors, wykorzystanym między innymi w filmie Wojciecha Smarzowskiego, pt. Wesele. Utwór „Biały miś” (w stylu hard-rock) pojawił się na drugiej płycie zespołu Big Cyc wydanej w 1991 – Nie wierzcie elektrykom.